# Stadtkirche Jerichow

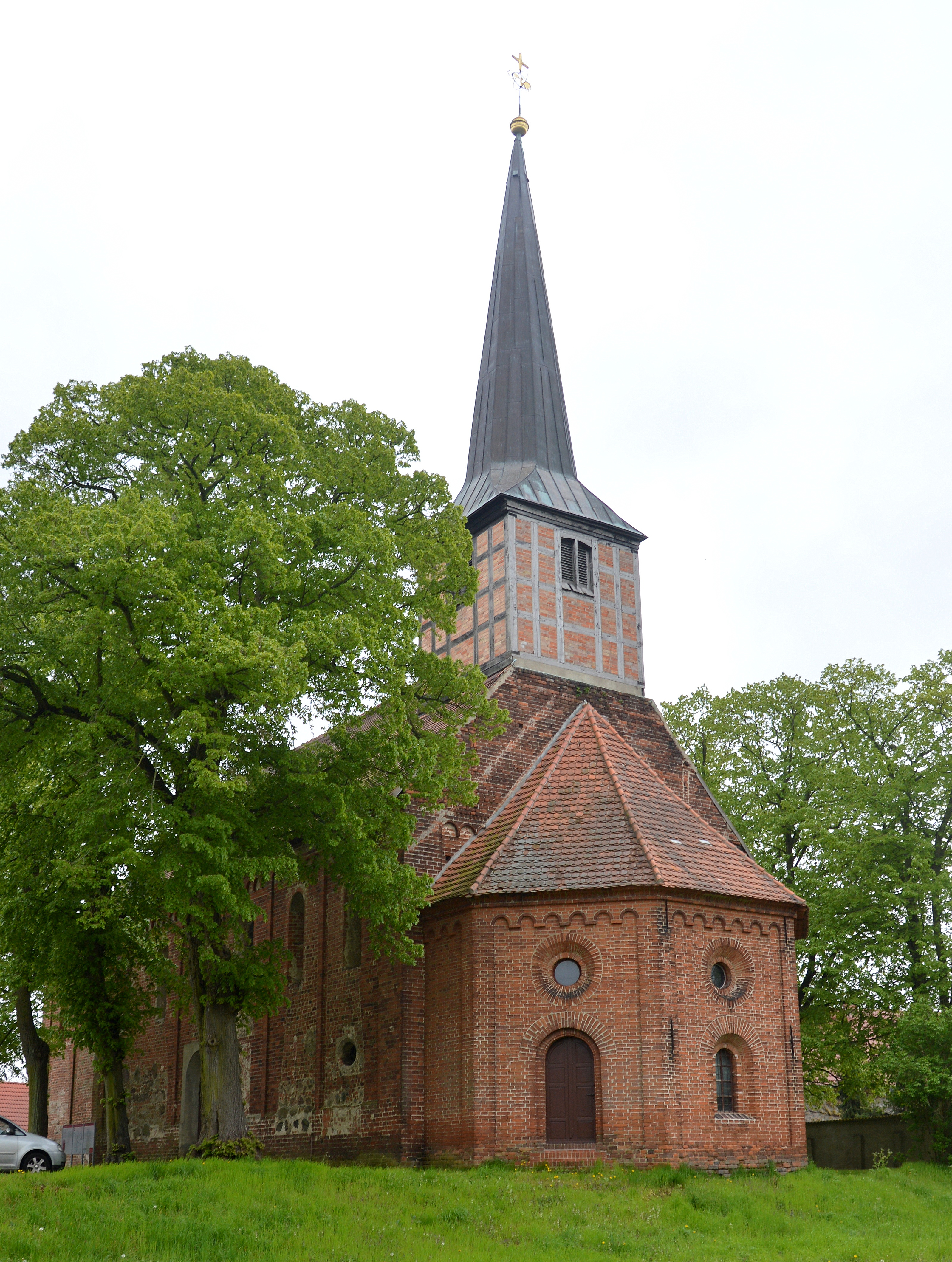
Stadtkirche Jerichow

Die evangelische Stadtkirche Jerichow ist eine romanische Backsteinkirche in der Stadt Jerichow im Landkreis Jerichower Land in Sachsen-Anhalt. Sie gehört zur Kirchengemeinde Jerichow im Kirchspiel Jerichow im Kirchenkreis Stendal in der Evangelischen Kirche in Mitteldeutschland. Obwohl sie im Schatten der monumentalen Kirche des Klosters Jerichow steht, ist auch sie ein bedeutendes Zeugnis der Backsteinromanik und eine Station der Straße der Romanik.

## Geschichte und Architektur
Die Stadtkirche von Jerichow ist ein flachgedeckter einschiffiger Backsteinbau mit eingezogenem, gerade schließendem Chor, einem westlichen Dachturm aus Fachwerk aus dem 17. Jahrhundert und einem neuromanischen polygonalen Sakristeianbau im Westen von 1833. Die dendrochronologische Datierung ergab ein Entstehungsdatum des Chores von 1185 d, womit diese Kirche in unmittelbarem Zusammenhang mit der Stiftskirche am Ort steht.
Der spätromanische Kernbau ist ein Bauwerk von 30 × 12,5 m Größe. Er ist nach dem Vorbild der benachbarten Klosterkirche klar mit hohem abgeschrägtem Sockel, Eck- und Wandlisenen, einem Rundbogenfries und einem durch Verputz weitgehend verdecktem Zahnschnittfries gegliedert. Bei einem Umbau zur Barockzeit wurden die Umfassungsmauern geringfügig erhöht und die hochsitzenden Rundbogenfenster teilweise erweitert, im Westteil darunter auch Okuli eingebracht. Ein wohl für einen Logeneinbau vorgesehenes barockes Rundbogenportal auf der Nordseite wurde wieder vermauert. 
Im durch den barocken Umbau geprägten Inneren ist der gedrückt spitzbogige Triumphbogen auf profilierten Kämpfern erhalten. Eine schwere Balkendecke schließt das Innere ab.
Renovierungen und Instandsetzungen wurden 1656, 1756 und 1991 durchgeführt.

## Ausstattung
Eine hölzerne hufeisenförmige Empore auf teils ornamentierten Säulen aus dem 17. Jahrhundert, deren Brüstung mit Bibelsprüchen bemalt ist, zieht sich um das Innere. Ein barocker Tischaltar aus der Zeit um 1700 mit geschnitzten Füßen ist erhalten. Eine Kanzel aus dem zweiten Viertel des 18. Jahrhunderts ist am Triumphbogen angebracht. Eine Orgel von R. Voigt mit einem Neorenaissance-Prospekt wurde 1891 eingebaut.
Im Chor befindet sich ein stattliches Epitaph aus Sandstein und Alabaster für Melchior von Arnstedt († 1606) und Frau Katharina von Hünicke († 1600), das von Sebastian Ertle in Magdeburg gefertigt wurde. Die von Türken getragene Konsole mit dem knienden, verstorbenen Paar ist mit einem figurenreichen Relief der Anbetung des Kindes versehen; darüber ist die Auferstehung dargestellt. In seitlichen Nischen und über dem Gebälk sind Moses und David, Evangelisten und Apostel mit Engeln und Allianzwappen abgebildet.
Zu erwähnen bleiben drei figürliche Grabsteine, der älteste in Ritzzeichnung für Frau Dorothea von Mandelslo aus dem Jahr 1552 und die beiden Reliefgrabsteine mit Wappen für das Ehepaar Melchior und Katharina von Arnstedt († 1606 und † 1600). Ein Inschriftengrabstein aus dem Jahr 1767 befindet sich an der Chorostwand.